# David Bergner
David Bergner (* 2. Dezember 1973 in Berlin) ist ein ehemaliger deutscher Fußballspieler und heutiger -trainer. Zuletzt war er Cheftrainer des FC Teutonia 05 Ottensen.

## Karriere
Bergner war ab dem 12. August 2016 beim FC Rot-Weiß Erfurt als Scout unter Vertrag. Nach der Entlassung von Stefan Krämer am 2. Oktober 2017 erhielt er eine Beförderung zum Cheftrainer der ersten Mannschaft des FC Rot-Weiß Erfurt. Sein erstes Spiel als Cheftrainer an der Seitenlinie bestritt er am 8. Oktober 2017 im Thüringenpokal gegen den FC Carl Zeiss Jena, welches 2:1 verloren ging. Am 20. November 2017 wurde er von seinem Posten wieder entlassen.
Ab dem 6. Januar 2018 war Bergner beim Chemnitzer FC als Cheftrainer tätig. Unter ihm stieg die Mannschaft aus der 3. Liga ab und dann umgehend als Regionalligameister wieder auf. Am 4. September 2019 ließ sich der Trainer mit sofortiger Wirkung auf eigenen Wunsch von seinen Aufgaben beim CFC entbinden, am 20. März 2020 erfolgte die Auflösung des noch bis Saisonende gültigen Vertrags.
Im Spätsommer 2021 wurde Bergner bei der litauischen Nationalmannschaft Co-Trainer von Valdas Ivanauskas. Am 13. Oktober 2021 wurde er zusätzlich Nachfolger von Holm Pinder beim ZFC Meuselwitz aus der viertklassigen Regionalliga Nordost und unterschrieb einen Vertrag bis Juni 2022. Bergner führte die beiden Ämter gleichzeitig aus.
Zur Saison 2022/23 übernahm er den FC Teutonia 05 Ottensen in der Regionalliga Nord. Im Mai 2023 trennte man sich wieder. Zu diesem Zeitpunkt belegte die Mannschaft den vierten Tabellenplatz.